# Anita Görbicz
Anita Görbicz (Vezsprém, 13 de mayo de 1983) es la directora deportiva del Györi ETO KC y ex jugadora húngara de balonmano. Apodada como la Reina del balonmano es considerada como una de las mejores jugadoras de todos los tiempos es miembro del Salón de la Fama.

## Trayectoria
Jugadora muy versátil se desarrolló tanto en el central como en el extremo izquierdo y siempre buscaba la perfección.

### Competiciones de clubes
Mujer de un solo club (solo ha vestido dos camisetas, la de su club y la de su selección) llegó al Győri ETO KC en 1993, con solo 10 años y se mantuvo en el equipo húngaro hasta su retirada.
Tenía 17 años cuando Görbe subió al primer equipo tras la final de la Copa EHF perdida por el Györi ante su máximo rival en Europa, el Viborg. Entre el 2002 y el 2006 encadenó hasta un total de 3 finales perdidas europeas. En el 2009, tras una gran competición donde marcó 94 goles, perdió la final de Champions por un gol en el tiempo extra y en la del 2012, sin Anita en la cancha debido a una lesión de rodilla antes de la final, perdieron el título por el valor doble de los goles en campo contrario en una actuación histórica donde marcó 12 tantos en el primer encuentro. Completó así un histórico septete de finales europeas perdidas, esta última coincidiendo con su cumpleaños.
Pero en 2013 llegó el mayor éxito de clubes, la Champions League que ganó con el entrenador español Ambros Martín al frente y, quizá, el mejor equipo de la historia del club. En semifinales, ante el Valcea de la portera española Silvia Navarro que cerró brillantemente su portería, el partido se desarrolló similar a la última final y las visitantes llegaban con 6 goles de ventaja a falta de 11 minutos. Un postrero gol de Heidi Löke permitió al equipo de Anita llegar a la final ante el Larvik noruego. En su primera final, cuando ya contaba con 30 años, la mejor jugadora de balonmano húngara de todos los tiempos, acompañada en la portería por una excelsa Katrine Lunde y de 5119 espectadores en la grada, conseguían levantar el primer título de Champions League. Al año siguiente, en el primer torneo con formato de final a cuatro, retuvo el título el Györi y repitió en 2017, 2018 y 2019 ante 10.000 espectadores.
En 2018 llegó a los 2000 goles con su club en competición local y marcó 1131 goles en competiciones europeas.

### Selección húngara
Anita Görbicz subió al podio en competiciones mundiales cuatro veces: fue medallista de plata en el Campeonato Mundial de 2003 (tras una aciaga segunda parte donde el equipo magiar dejó escapar una ventaja de 6 goles), medallista de bronce en 2005, y se colgó la medalla de bronce en los Campeonatos de Europa en 2004 y 2012.
Además, con la selección junior, fue subcampeona del mundo en 2001.
Participó en los Juegos Olímpicos de 2004 (5º clasificado) y 2008 (4º clasificado).
Tras el mundial de Alemania, donde su selección fue eliminada en octavos de final, Anita Görbicz anunció el final de sus apariciones con la selección magyar.

### Entrenadora
El último año como jugadora (la temporada 2020-21) participó como entrenadora adjunta en el Györi ETO KC y en la selección húngara.

## Palmarés

### Selección nacional
- 1 x  Medalla de plata en el Campeonato del Mundo de 2003
- 1 x  Medalla de bronce en el Campeonato del Mundo de 2005
- 2 x  Medalla de bronce en el Campeonato de Europa de 2004 y en el 2012

### Clubes
- 5 x Campeona de la Champions League (2013,[7] 2014,[8] 2017,[9] 2018,[10] 2019)[11] y 3 veces subcampeona
- 13 x campeona de Liga de Hungría (2005, 2006, 2008, 2009, 2010, 2011, 2012, 2013, 2014, 2016, 2017, 2018, 2019)
- 15 x campeona de la Copa de Hungría (2005, 2006, 2007, 2008, 2009, 2010, 2011, 2012, 2013, 2014, 2015, 2016, 2018, 2019, 2021)

### Galardones individuales
- Mejor jugadora del mundo por la IHF (2005)[15]
- 4 x siete ideal de los Mundiales (2003, 2005, 2007, 2013)[16][17]
- 1 x siete ideal de la Champions League (2014)
- 6 x Mejor jugadora húngara[3]
- Ciudadana de honor de Györ.[18]